# فرودگاه فرنیس کریک
فرودگاه فرنیس کریک (به انگلیسی: Furnace Creek Airport) یک فرودگاه است . این فرودگاه در کشور ایالات متحده آمریکا قرار دارد .